# IC 5266
IC 5266 ist eine Spiralgalaxie vom Hubble-Typ Sb im Sternbild Tukan am Südsternhimmel. Sie ist schätzungsweise 138 Millionen Lichtjahre von der Milchstraße entfernt.
Das Objekt wurde am 21. August 1900 von DeLisle Stewart entdeckt.